# Фрост, Григорий Владимирович
Григорий (Георгий) Владимирович Фрост (1874—1938) — русский военный деятель, полковник (1916). Герой Первой мировой войны.

## Биография
В 1890 году после получения образования в военной прогимназии, поступил в Киевское военное училище по окончании которого в 1892 году был произведён в подпоручики и выпущен в Старорусский 113-й пехотный полк. В 1896 году произведён в поручики, в 1900 году в штабс-капитаны, в 1904 году произведён в капитаны, ротный командир.
В 1914 году произведён в подполковники. С 1914 года участник Первой мировой войны в составе Виндавского 180-го пехотного полка, в должности батальонного командира сего полка. В 1916 году за отличие в делах против неприятеля был произведён в чин полковника. С 1916 года — командир Сольвычегодского 552-го пехотного полка. С 1917 года находился в резерве чинов при штабе Двинского военного округа.

Высочайшим приказом от 9 марта 1915 года за храбрость награждён Георгиевским оружием: 
За то, что 25 августа 1914 года, при атаке укрепленной позиции противника у деревни Бытржица, лично начальствуя над батальоном, энергичным охватом фланга, под сильным ружейным и пулеметным огнем, занял неприятельские окопы, что значительно повлияло на успешный исход общей атаки всей укрепленной позиции

Высочайшим приказом от 3 ноября 1916 года  за храбрость был награждён орденом Святого Георгия 4-й степени: 
За то, что будучи в чине подполковника, в бою 10 сентября 1915 года под гор. Вилейкой, имевшими большое значение и с занятием которой очищена была железнодорожная станция Вилейка с находящимися там боевыми и продовольственными припасами, взято до 100 нижних чинов пленных, 4-х орудийная гаубичная батарея и много других военных запасов
С 1917 года после Октябрьской революции жил в городе Саранске и работал в должности кассира. В 1937 году был арестован органами НКВД СССР по обвинению в контрреволюционной деятельности. 22 мая 1938 года постановлением Особого совещания при НКВД СССР был приговорён к высшей мере наказания и расстрелян. Реабилитирован Указом ПВС СССР от 21 марта 1990 года.

## Награды
- Орден Святого Станислава 3-й степени с мечами и бантом (ВП 1904; ВП 27.08.1916)
- Орден Святой Анны 3-й степени (ВП 1909)
- Орден Святой Анны 2-й степени с мечами (ВП 3.03.1915)
- Георгиевское оружие (ВП 9.03.1915)
- Орден Святого Владимира 4-й степени с мечами и бантом (ВП 27.08.1915)
- Орден Святого Георгия 4-й степени (ВП 3.11.1916)